# Shingo Katori
Shingo Katori (香取 慎吾?, Katori Shingo; Yokohama, 31 gennaio 1977) è un cantante, attore e doppiatore giapponese.
Entra a far parte della Johnny & Associates nel 1987, dove inizia la carriera come tarento e idol; diventa uno dei membri del gruppo j-pop SMAP fin dalla loro fondazione nel 1991. Famoso anche per le sue partecipazioni a spettacoli crossdressing in cui è conosciuto col nomignolo di "Shingo mama" (慎吾ママ?).
Ha doppiato anche alcuni personaggi di anime, tra cui Andromeda nei film dedicati alla serie I Cavalieri dello zodiaco e il protagonista di Nino, il mio amico ninja.

## Filmografia

### Cinema
- Jinrui Shikin (2013) - M
- Odoru Daisosasen The Final (2012) - Tomonori Kuze
- Love, Masao-Kun Ga Iku (2012) - Hideki Matsumoto
- Friends Mononoke-jima no Naki (2011) - voce
- Kochira Katsushika-ku Kamearikoenmae Hashutsujo: The Movie (2011) - Kankichi Ryotsu
- Zatoichi: The Last (2010)
- The Magic Hour (2008)
- Sukiyaki Western Django (2007) - Richie
- Saiyuuki - Il film (2007)
- The Uchōten Hotel
- Nin x Nin: Ninja Hatori-kun, the Movie (2004)
- Juvenile (2000)
- Hong Kong daiyasokai: Tatchi & Magi (1998)

- Inu mo kuwane do Charlie wa warau (犬も食わねどチャーリーは笑う?), regia di Masahide Ichii (2022)

### Televisione
- Smoking gun (Fuji TV, 2014)
- Kasuka na Kanojo (Fuji TV, 2013)
- Monsters (serie televisiva 2012) (TBS, 2012)
- Shiawase ni Narou anni (Fuji TV, 2011)
- Kochira Katsushika-ku Kameari kōen-mae hashutsujo (TBS, 2009)
- Mr. Brain (TBS 2009, EP8)
- Kurobe no Taiyo (Fuji TV, 2009)
- Bara no nai Hanaya (Fuji TV, 2008)
- Galileo (Fuji TV, 2007, ep4)
- Saiyuki (Fuji TV, 2006)
- Shinsengumi (serie televisiva) (NHK, 2004)
- HR (Fuji TV, 2002)
- Hito ni Yasashiku (Fuji TV, 2002)
- Star no koi (Fuji TV, 2001)
- Yonimo Kimyona Monogatari Extra (Fuji TV, 2001)
- Love Story (TBS, 2001)
- Ai Kotoba wa Yuki (Fuji TV, 2000)
- Yomigaeru Kinro (NTV, 1999)
- Furuhata Ninzaburō (1999)
- Koi wa Aserazu (Fuji TV, 1998)
- Ichiban Taisetsu na Hito (TBS, 1997)
- Ii Hito (Fuji TV, 1997)
- Boku Boku ga de Aru Tame ni (Fuji TV, 1997)
- Doku (Fuji TV, 1996)
- Tomei Ningen (NTV, 1996)
- Aji Ichimonme 2 (TV Asahi, 1996)
- Miseinen (TBS, 1995)
- Sashow Taeko Saigo no Jiken (Fuji TV, 1995)
- For You (Fuji TV, 1995)
- Akazukin Chacha (voce)
- Onegai Demone! (Fuji TV, 1993)